# NAC Breda
NAC Breda este un club de fotbal din Țările de Jos stabiliți în orașul Breda. NAC Breda joacă pe stadionul Stadionul Rat Verlagh, denumit după un jucător faimos pe nume Antoon 'Rat' Verlegh. Joacă în prima ligă neerlandeză și sunt cunoscuți după fanii care susțin echipa. În istorie ei au câștigat un titlu în 1921 și o cupă în 1973.